# Eugène Hambursin
Eugène Emile Hambursin, né le 26 avril 1859 à Seneffe et décédé le 16 décembre 1912 à Isnes fut un homme politique libéral belge.
Hambursin fut ingénieur agricole, docteur en droit, professeur à l'Université de Bogota et industriel.
Il fut élu conseiller communal à Namur et député dès 1894.